# Verwaltungsrecht (Deutschland)
Das Verwaltungsrecht ist das Recht der Exekutive, der Staatsverwaltung, und als solches – neben dem Staatsrecht – eine Teilmaterie des öffentlichen Rechts. Das Verwaltungsrecht regelt die Rechtsbeziehungen des Staates zu seinen Bürgern, aber auch die Funktionsweise der Institutionen der Verwaltung und ihr Verhältnis zueinander. Innerhalb des Verwaltungsrechts wird üblicherweise zwischen allgemeinem und besonderem Verwaltungsrecht unterschieden. Dabei legt das allgemeine Verwaltungsrecht die Grundlagen und Grundsätze der Verwaltung und ihrer Tätigkeit fest. Das besondere Verwaltungsrecht stellt fachspezifische Rechtsregeln für spezielle Tätigkeiten einzelner Verwaltungszweige auf (z. B. Baurecht, Kommunalrecht, Straßenverkehrsrecht).

## Begriff der öffentlichen Verwaltung
Die öffentliche Verwaltung meint die staatliche Verwaltung durch Bund, Länder, Gemeinden, Gemeindeverbände sowie sonstige dem Staat zugeordnete Körperschaften, Anstalten, Stiftungen und Beliehene.
Es kann zwischen der Verwaltung im organisatorischen, im materiellen und im formellen Sinne unterschieden werden. Die Verwaltung im organisatorischen Sinn umfasst die Gesamtheit aus Verwaltungsträger, Verwaltungsorgane und sonstige Verwaltungseinrichtungen. Die Verwaltung im formellen Sinn meint jegliche von den Verwaltungsbehörden ausgeübte Tätigkeit, unabhängig davon, ob diese materiell verwaltender Art ist. Die Verwaltung im materiellen Sinn ist die Verwaltungstätigkeit, die sich inhaltlich auf die Wahrnehmung von Verwaltungsangelegenheiten bezieht (z. B. Gewährung von Ausbildungsförderung).

## Grundsätze des Verwaltungsrechts
- Grundsatz vom Vorrang des Gesetzes: kein Handeln gegen das Gesetz
- Grundsatz vom Vorbehalt des Gesetzes: kein Handeln ohne Gesetz
- Grundsatz der Verhältnismäßigkeit: eine Maßnahme der Verwaltung darf nicht zu einem Nachteil führen, der zum erstrebten Zweck außer Verhältnis steht

## Allgemeines Verwaltungsrecht
Das allgemeine Verwaltungsrecht regelt die grundlegenden Rechtsinstitute und Verfahrensweisen, die dem Grunde nach in jedem Verwaltungsverfahren – unabhängig von dem jeweiligen Sachgebiet – anzutreffen sind und benötigt werden können.
Im Einzelnen betrifft das allgemeine Verwaltungsrecht
- die Rechtsquellen des Verwaltungsrechts
  - Völker- und Europarecht
  - Verfassungsrecht
  - einfache Gesetze
  - Rechtsverordnungen
  - Satzungen
  - Verwaltungsvorschriften
- die Handlungsformen der Verwaltung, namentlich
  - den Verwaltungsakt,
  - den Verwaltungsrealakt,
  - den öffentlich-rechtlichen Vertrag,
  - verwaltungsrechtliche Schuldverhältnisse wie
    - das verwaltungsrechtliche Verwahrungsverhältnis
    - die öffentlich-rechtliche Geschäftsführung ohne Auftrag
- das Verfahren für das Zustandekommen von Verwaltungsakten, insbesondere
  - das nicht-förmliche Verwaltungsverfahren, vor allem die Rechte und Pflichten der Verfahrensbeteiligten,
  - die besonderen Verfahrensarten wie
    - das förmliche Verwaltungsverfahren
    - das Planfeststellungsverfahren
    - das Rechtsbehelfsverfahren
- die zwangsweise Durchsetzung von Verwaltungsentscheidungen (Verwaltungsvollstreckung), insbesondere
  - das Zwangsgeld,
  - die Ersatzvornahme,
  - den unmittelbaren Zwang
- die Nutzung einer Anstalt des öffentlichen Rechts und die Nutzung öffentlicher Sachen
- das Recht der öffentlich-rechtlichen Schadensersatz- und Entschädigungsleistungen, insbesondere
  - Amtshaftung
  - Enteignung und Aufopferung
  - Folgenbeseitigungsanspruch
- die Organisation der Verwaltung wie die
  - Bundesverwaltung
  - Landesverwaltung
  - Kommunalverwaltung

Das allgemeine Verwaltungsrecht ist kodifiziert für die Verwaltungstätigkeit der Bundesbehörden im (Bundes-)Verwaltungsverfahrensgesetz (VwVfG) und für die Verwaltungstätigkeit der Landesbehörden in den entsprechenden Landesverwaltungsverfahrensgesetzen, die allerdings mit dem Bundes-Verwaltungsverfahrensgesetz weitgehend inhaltsgleich sind. Für einzelne Aspekte des allgemeinen Verwaltungsrechts sind daneben Spezialgesetze einschlägig, so etwa die Verwaltungs-Vollstreckungsgesetze des Bundes und der Länder für die zwangsweise Durchsetzung von Verwaltungsentscheidungen. Bis heute sind einzelne Teile jedoch auch noch nicht kodifiziert.

## Besonderes Verwaltungsrecht
Das besondere Verwaltungsrecht ist das „spezielle Verwaltungsrecht“, das auf die Erfordernisse jeweils bestimmter, sachlicher Verwaltungsaufgaben besonders zugeschnitten ist. Die Bestimmungen des besonderen Verwaltungsrechts treten neben das allgemeine Verwaltungsrecht, indem sie auf dessen Bestimmungen aufbauen, sie ergänzen oder auch modifizieren. Umgekehrt vervollständigt das allgemeine Verwaltungsrecht das besondere dort, wo letzteres keine eigenständigen Regelungen getroffen hat.
Die folgende Aufstellung gibt eine mögliche, verbreitete systematische Strukturierung des besonderen Verwaltungsrechts wieder, ohne dass diese Aufstellung vollständig, in jeder Hinsicht überschneidungsfrei oder gar die einzig richtige wäre. Sind einzelne Materien vorrangig mit einem bestimmten Gesetz verbunden, so ist auch dieses (in Klammern) angegeben:
- das Ordnungsrecht bzw. das Recht der Gefahrenabwehr
  - das allgemeine Polizei- und Ordnungsrecht
  - das Brand-, Katastrophen- und Rettungsdienstrecht (Feuerwehrgesetz (Deutschland), Rettungsdienstrecht)
  - das Recht der Nachrichtendienste
  - das Bauordnungsrecht (die Landesbauordnungen)
  - das Versammlungsrecht
  - das Ausländerrecht
  - das Infektionsschutzrecht
- das Kommunalrecht
  - das sog. Kommunalverfassungsrecht (in den Gemeinde- und Kreisordnungen)
  - das Kommunalwahlrecht
  - das Kommunale Abgabenrecht
- das Raumordnungs-, Bau- und Fachplanungsrecht
  - das Raumordnungs- und Landesplanungsrecht (das Raumordnungsgesetz – ROG)
  - das Städtebaurecht (das Baugesetzbuch – BauGB)
- das Wirtschaftsverwaltungs- und Wirtschaftsaufsichtsrecht
  - das Gewerberecht (die Gewerbeordnung – GewO), einschließlich
    - des Gaststättenrechts (das Gaststättengesetz – GastG),
    - des Handwerksrechts (die Handwerksordnung – HandwO),
    - das Beförderungsrecht (das Personenbeförderungsgesetz – PBefG, das Güterkraftverkehrsgesetz – GüKG, das Allgemeine Eisenbahngesetz – AEG, das Bundeswasserstraßengesetz – WaStrG),

  - das Energierecht (verschiedene Gesetze, da sehr komplex)
  - das Kartellrecht (das Gesetz gegen Wettbewerbsbeschränkungen – GWB),
  - das Telekommunikationsrecht (das Telekommunikationsgesetz – TKG)
- das Umweltrecht, insbesondere
  - das Immissionsschutzrecht (das Bundes-Immissionsschutzgesetz – BImSchG),
  - das Abfallrecht (das Kreislaufwirtschaftsgesetz – KrWG),
  - das Wasserrecht (das Wasserhaushaltsgesetz – WHG – und die Landeswassergesetze),
  - das Bodenschutzrecht (das Bundes-Bodenschutzgesetz – BBodSchG)
- das Arzneimittelrecht
  - das Arzneimittelrecht (das Arzneimittelgesetz (Deutschland) für Human- und Tierarzneimittel – AMG mit dem Prinzip der Gefährdungshaftung), es beinhaltet essentielle Verordnungen:
    - die GCP-Verordnung zur Umsetzung der europäischen Richtlinie 2001/20/EG über die Anwendung der guten klinischen Praxis
    - die Arzneimittel- und Wirkstoffherstellungsverordnung (eine Umsetzung der Guten Herstellungspraxis (EU-GMP-Leitfaden für Arzneimittel, Richtlinie 2003/94/EG))

  - das Betäubungsmittelrecht (das Betäubungsmittelgesetz (Deutschland) – BtMG und das Neue-psychoaktive-Stoffe-Gesetz – NpSG)
  - das Apothekenrecht (das Apothekengesetz (Deutschland) – ApoG)
  - das Arzneimittelwerberecht (Heilmittelwerbegesetz – HWG), auch im Zusammenhang mit dem Gesetz gegen den unlauteren Wettbewerb (dies gehört jedoch zur Kategorie Lauterkeitsrecht)
  - alle weiteren ergänzenden Verordnungen und Verwaltungsvorschriften zu obigen Gesetzen; weiterhin gibt es auch relevante Empfehlungen (PEI, BfArM) und Leitfäden (ICH-GCP, ALCOA-C, GVP etc.)
    - z. B.: Arzneimittelverschreibungsverordnung, Arzneimittel- und Wirkstoffherstellungsverordnung, Betäubungsmittel-Verschreibungsverordnung, Apothekenbetriebsordnung, GCP-Verordnung
- das Medizinproduktrecht (das Medizinproduktegesetz – MPG)
- das Bildungsrecht, insbesondere das Schul- und das Hochschulrecht
- das öffentliche Dienstrecht
  - das Beamtenrecht
  - das Wehr- und Zivildienstrecht
- das Sozialrecht mit z. T. abweichendem Verwaltungsverfahren im Zehnten Buch Sozialgesetzbuch (SGB X)
- das Steuerrecht und sonstige Abgabenrecht mit ebenfalls z. T. abweichendem Verwaltungsverfahren in der Abgabenordnung
- das gesamte Verkehrsrecht (mit Ausnahme des Verkehrszivilrechts und des Verkehrsstrafrechts)
  - das Straßenverkehrsrecht
  - das Straßen- und Wegerecht

Das besondere Verwaltungsrecht ist – abhängig von der Verteilung der Gesetzgebungskompetenzen – sowohl durch Bundes- als auch durch Landesgesetze geregelt. Landesrecht ist dabei vorzugsweise im Gefahrenabwehr- und Kommunalrecht anzutreffen, während das Umweltrecht, das Planungsrecht und das Wirtschaftsverwaltungsrecht vorrangig auf Bundesebene geregelt sind. Neben die bundesgesetzlichen Bestimmungen tritt allerdings häufig ausführendes oder ergänzendes Landesrecht.
Darüber hinaus wird das besondere Verwaltungsrecht in vielen Bereichen durch europäisches Recht überlagert und beeinflusst.

## Verwaltungsprozessrecht
Das Verwaltungsprozessrecht regelt den Rechtsschutz gegenüber den Handlungen oder Unterlassungen der Verwaltung vor der Verwaltungsgerichtsbarkeit. Es ist in der Verwaltungsgerichtsordnung (VwGO) gesetzlich geregelt.